# 計禮
計禮（1431年—？），字汝和，江西饒州府浮梁縣人，明朝政治人物。進士出身。

## 生平
天顺六年（1462年）壬午科江西鄉試第一名。天順八年（1464年）甲申科會試第六十三名，殿試登進士第三甲第三名。

## 家族
曾祖計本善，曾任教諭。祖父計岳，曾任訓導。父亲計永，曾任教諭。